# Southwest Harbor
Southwest Harbor est une municipalité de l'État américain du Maine, située sur l'île des Monts Déserts. Elle compte 1 966 habitants (recensement de 2000).
Le village est un centre de construction de yachts.